# Maixerina

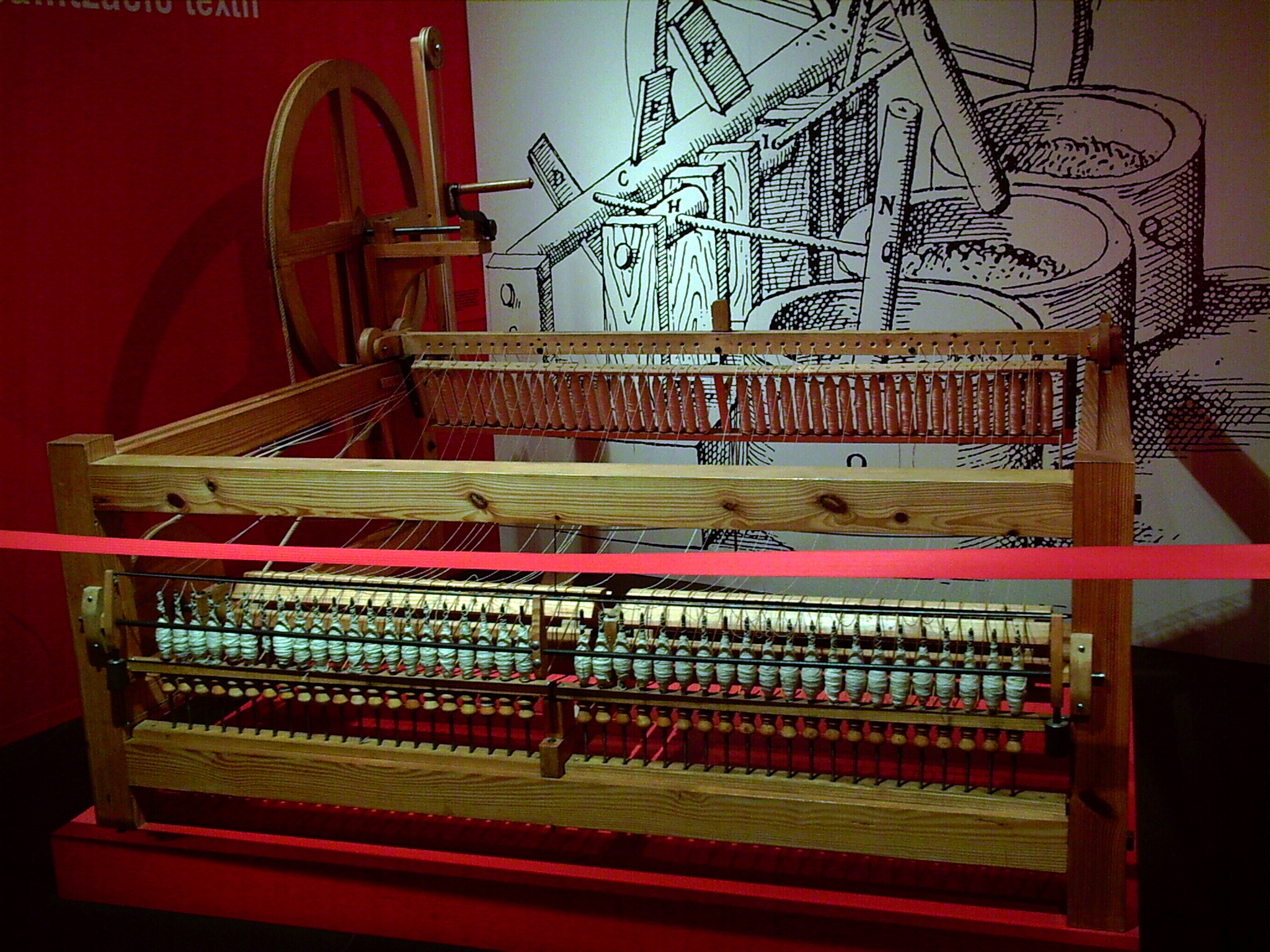
Filadora maixerina o berguedana que es conserva al MNACTEC de Terrassa

La maixerina (a causa del malnom del seu inventor, el Maixerí) o berguedana fou una màquina de filar dissenyada pel fuster berguedà Ramon Farguell i Montorcí entre el 1790 i el 1795, en plena Revolució Industrial de Catalunya.
Aquesta filadora permetia filar a la vegada amb més d'un fus o pua, incrementant el rendiment. Així, amb les seves 130 pues, avantatjava la spinning jenny de l'anglès James Hargreaves, que només en tenia 40, fet que donà un gran impuls a la indústria cotonera catalana. Això va permetre que, a poc a poc, moltes fàbriques abandonessin les importacions de cotó filat i s'especialitzessin en la filatura.
La màquina s'usà fins al 1870, perquè als Països Catalans, fou substituïda per la selfactina, que permetia fer la mateixa feina amb un nombre inferior de treballadors, cosa que va donar lloc al conflicte de les selfactines.

## El mite
La Berguedana és l'única de les tres diferents màquines de filar cotó que entraren en funcionament a Catalunya, entre els anys 1785 a 1807, que ha tingut entrada pròpia des de fa temps en diferents Diccionaris i Enciclopèdies. Cap altra màquina de filar veu recollida en obres d'aquest tipus les dades que ens presenten entorn la maixerina. Aquest fet és fortament lligat a la voluntat de deixar constància de l'activitat cotonera catalana, portant a atorgar a aquesta màquina la categoria de símbol de la llarga tradició industrial catalana en el moment que es bastien les bases del catalanisme.
Així a inicis segle xx neix el mite de la Berguedana, tot sent considerada com la màquina de filar cotó que fou inventada per Ramon Farguell i Montorcí, nomenat el Maixerí, en data precoç i que tenia molts més fusos i de millor funcionament que la Jenny anglesa.
A la dècada de 1870 es publicaren diferents treballs entorn en naixement i desenvolupament de la indústria cotonera a Catalunya, tot fent especial menció a les primeres màquines de filar; aquests primers treballs disten d'ésser escrupolosos en la recerca d'informació de dades i documents, puig molts d'ells són basats en notes anteriors, d'entre els anys 1837 i 1860, de diferents autors les quals són basades en la memòria històrica, sense que aquestes tinguin un rerefons documental. Produint-se així un seguit d'afirmacions, algunes de les quals són considerades errònies.
Josep Ferrer i Vidal, empresari i polític, a Conferencias sobre el arte de hilar y tejer en general, de 1875, assegurà que: «el 1780 funcionaven ja a Catalunya les màquines de Highs per a filar trama, i també les de cardar amb cilindres; i no sols funcionaven sinó que a Sallent, Berga i Manresa correspon la glòria d'haver-la perfeccionat augmentant els seus fusos de 24 a 120, resultant les tan conegudes màquines Berguedanes, per mitjà de les quals, combinant-les amb el torn d'un fus, que convertiren en una espècie de màquina preparatòria, no solament filaren trames com a Anglaterra, mitjançant la màquina inventada per Highs, si no que també bons ordits ». Donada la repercussió de l'obra de Ferrer i Vidal, durant molts anys obra de referència i consulta vers la història industrial catalana, aquesta cita ah estat, en gran part, causa de la datació errònia de l'aparició d'aquestes màquines. Per altra part la fixació de dades, tant històriques com tècniques, tenen el seu origen dins del Berguedà, Així, el 1877 l'ajuntament de Berga a l'hora de nomenar un carrer i quan es feren alguns actes per celebrar el nomenament de Vila a la població. Dins d'aquests actes s'anomenà el mencionat carrer com a Ronda del Maixerí en «... honrós record de l'industrial fabricant de cotó Pablo Farguell Maixerí, natural i veí d'aquesta i inventor de les primeres màquines de filadura conegudes amb el nom de Berguedanes» i dins el context del nomenament de Vila es publicà un suplement extraordinari en El Bergadán dedicat a la història de Berga indica que l'any 1770 inventaren la màquina. EL suplement, escrit per Ramon Pujol i Thomàs, alcalde de Berga en dites dates, inclou referències sobre els inicis de la manufactura cotonera de Berga prou extenses, si bé que conté errors importants: Els apunts de Pujol inflaren els mèrits industrials dels berguedans, atorga a la maixerina més fusos dels que mai tingué (citant-ne 130) i considerant-la un invent autòcton, quan en realitat es tracta d'una millora introduïda en una variant de la Jenny; avança la data deu anys abans que l'establerta per Ferrer i Vidal, també errònia, i menteix quan indica que les berguedanes s'havien estès per Europa substituint les jennies angleses. Si bé, en un principi aquests fets locals no tingueren repercussió fora d'aquest àmbit aquestes assoliren ressò arran de l'obra de Jacint Vilardaga, historiador berguedà, qui en els llibres Historia de Berga, de 1890, i Efemérides bergadanas, de 1915, fa menció a aquestes dades.
La consagració definitiva de la Maixerina amb la seva menció dins l'obra L'aptitud econòmica de Catalunya de Carles Pi i Sunyer, publicada el 1923, on l'autor l'esmenta, junt amb la farga i els invents de Barrau i Casablancas, i amb la inclusió en les entrades de l'Enciclopedia Espasa.

## La màquina
La Maixerina fou una màquina de filar manual de fusos múltiples que derivà d'un seguit de millores realitzades en base les primeres jennies que foren introduïdes a Catalunya l'any 1786. Dites millores formaren part d'un procés d'anar millorant les màquines de filar, i fou difós en diferents poblacions. Hi hagué novetats més importants que d'altres i finalment a Berga, comcretament el Maixerí, segons Josep Oriol Ronquillo i Ramon Pujol, se li incorporen els 120 fusos.

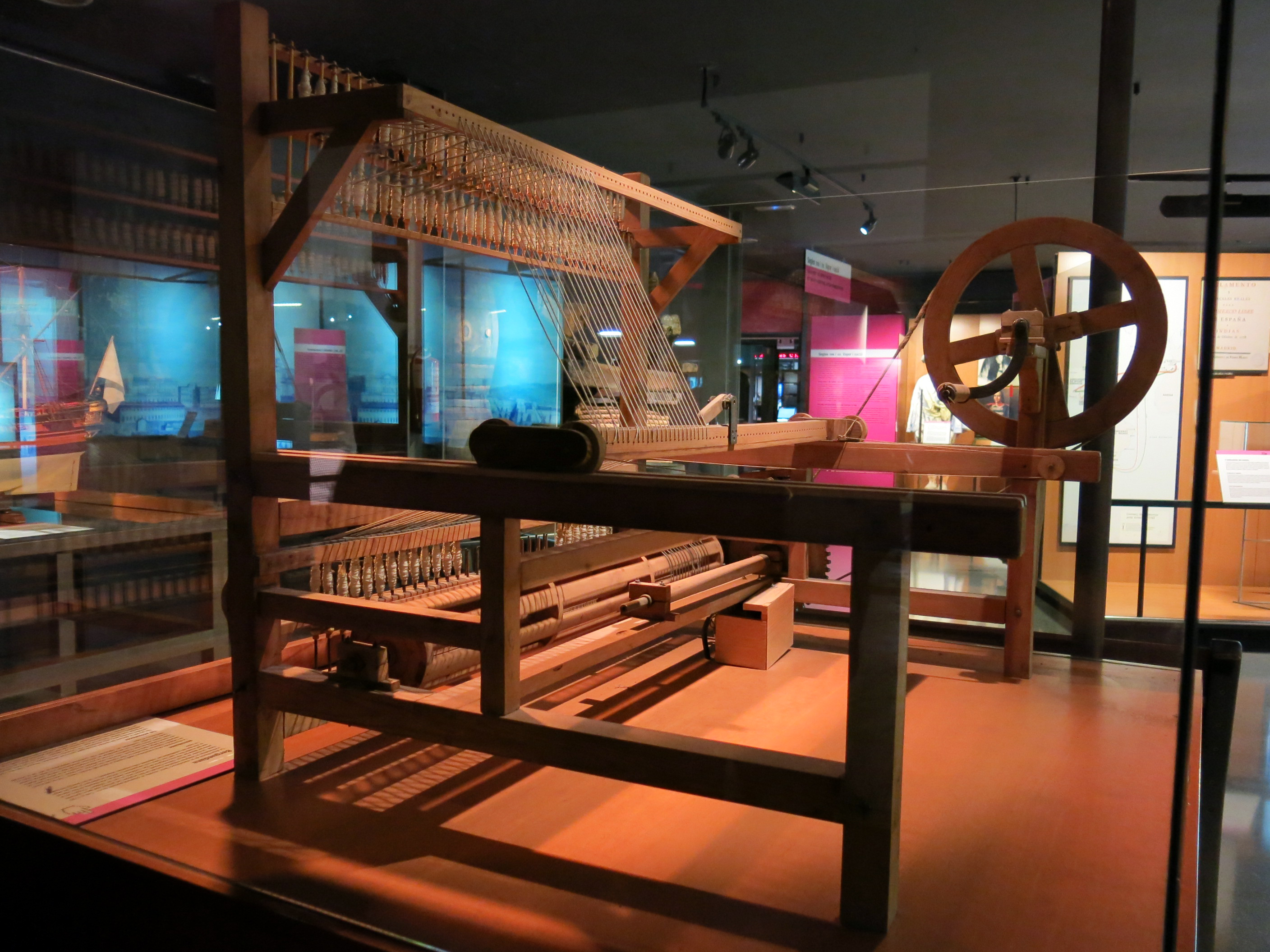
Berguedana exposada al Museu d'Història de Catalunya

Ramon Soler i Vilabella provà de recollir oralment com era la màquina i les seves característiques de funcionament en la seva obra Ensaig sobre la màquina catalana de filar cotó coneguda per Bergadana o Maxerina. Arran d'aquest assaig s'ha intentat reproduir una Berguedana: Tant Josep Corominas i Prats, de Berga, com Josep Canals, del Museu Nacional de la Ciència i de la Tècnica de Catalunya a Terrassa, han hagut de fer canvis en el mecanisme que dissenyà Soler i Vilabella en la seva recerca per tal que les maquines funcionin.
Es considera que les primeres filadores arribaren el 1786 a Barcelona, inicialment es tractaven de jennies de 8 fusos, les quals es varen millorar ràpidament assolint els 40 fusos. El 1792 els berguedans Ramon Farguell i el seu soci Francesc Anglarill sol·licitaven una privativa per a la màquina de 64 fusos que tenien, mentre que els fabricants de Cardona Manuel FLotats i Salvador Pallarola en demanaven un altre per la de 78 fusos que tenien. El model de Cardona es difongué ràpidament i es considera que el 1796 hi havia 250 màquines d'aquest model funcionant a Catalunya.
El 1784 a Berga s'hi compten 8 fàbriques de teixits mantenint un lloc destacat en la indústria cotonera, el nombre de teixidors de cotó a la població augmentà molt, arribant a tenir-ne 122. Se sap que l'any 1789 hi havia 14 màquines de fusos múltiples (sense que la documentació especifiqui la quantitat d'aquests fusos), l'any següent n'hi havia una trentena. El nombre de fusos també augmentava, com hem indicat abans el 1792 Ramon i Josep Farguell, junt amb el seu soci Francesc Anglarill, demanaven una privativa per una màquina de 64 fusos. Aquell mateix any Jacint Anglarill encarregava a un fuster de Cardona que li construís 8 màquines que tinguessin entre 75 i 80 fusos, tot seguint el disseny del maquinista anglès Bernad Young, per als fabricants Flotats i Pallarola de Cardona.
Vers quant aparegué una màquina de filar de 120 fusos no se'n té constància certa, de fet la mateixa denominació de bergadana és en si prou confusa. Donat que no s'ha conservat cap exemplar en peu i que no s'ha localitzat cap dibuix ni descripció de la màquina en el temps que aquesta, realment, funcionava; existeix cert misteri al voltat d'ella.
Tot sembla indicar que els 120 fusos no es pogueren integrar en una jenni abans del 1800. S'ha localitzat una jenni de 110 fusos en un inventari de 1808 a Berga, fet que podria indicar que ja n'hi havia de 120 fusos tot i que encara no era el tipus més comú, ja que no se n'ha localitzat cap d'aquestes en cap inventari. Malgrat aquests indicis, no es pot assegurar que abans de la Guerra del Francès existissin Bergadanes.